# Артилерийска подготовка
Артилерийска подготовка (съкратено артподготовка) или артилерийски обстрел е поредица от атакуващи тактически действия на артилерията за унищожаване или подавяне на огневите средства, живата сила, отбранителните съоръжения и други обекти на противника преди настъплението на собствените войски.
В пруското (германското) военно дело терминът е артилериефорберайтунг (Artillerievorbereitung).

## История

### До XIX век
Артподготовката възниква едновременно с появата във войските на достатъчно мобилни артилерийски оръдия. Последните не само заменят метателната техника, но и разширяват тактическите възможности на войската.
В Европа елементите на артилерийския обстрел се появяват през XIV – XVI в. Преди началото на настъплението позициите на противника се обстрелват от артилерийски огън с гюлета и шрапнел. Унищожава се живата сила на противника; разрушават се отбранителните постройки: крепости, стени, кули.

### През XX век
Развитието на отбранителната тактика и технология заедно с развитието на средствата за унищожаване на противника, а също и прехода към позиционната форма на отбрана значително увеличава значението на артилерийския обстрел. При това във военното дело вече се появява и закрепва термина „артилерийски обстрел“.
Първа световна война
През Първата световна война, от 1915 г., артилерийският обстрел широко се използва за пробиване на позиционния фронт. Времето за артилерийски обстрел варира от няколко часа до няколко денонощия. Но при тогава съществуващата тактика на боя (т.нар. „вълни“) даже многодневният артилерийски обстрел не осигурява подавяне на огневите точки по цялата дълбочина на отбрана.
През 1916 г. се преминава към груповата тактика на пробив на ешелонираната отбрана на противника. Артподготовката се води поешелонно и с участието на съпровождаща артилерия.
При общовойсковата тактика на боя артподготовка провеждат всички родове войски, с използване на миномети, дулни гранатомети, танкови оръдия.
Втора световна война
Във Втората световна война артподготовката се провежда по-интензивно, но с по-малка продължителност: от няколко десетки минути до няколко часа.
През 1942 г. в Червената армия артподготовката става етап от артилерийското настъпление.
Към използваните оръжия се добавят реактивната артилерия във вид на реактивна система за залпов огън (РСЗО). Масираният залп на батареите на РСЗО, дори и да не убива противника в зоната на поражение, значително намалява способността на живата сила да се съпротивлява. Авиационата артподготовка също има немаловажна роля.

## Политика
Терминът е пренесен и в политическата сфера, където означаваа поредица от информационно-пропагандни действия, насочени към изолация на противника и отслабване на неговия боен дух.
Политическата „артподготовка“ предшества реалните бойни действия срещу противника.